# 벨 412
벨 412는 벨 헬리콥터에서 1979년에 개발해 상용화한 다목적 헬리콥터이다.

## 운용

### 군사용
- 알제리 공군
- 아르헨티나 공군
- 보츠나와 국방군
- 카메룬 공군
- 칠레 공군
- 콜롬비아 해군
- 도미니카 공화국 공군
- 엘살바도르 공군
- 에리트리아 공군
- 가나 공군
- 과테말라 공군
- 가이아나 국방군
- 온두라스 공군
- 인도네시아 육군
- 인도네시아 해군
- 이탈리아 육군
- 자메이카 국방군
- 레소토 국방군
- 멕시코 공군
- 네덜란드 공군
- 노르웨이 공군
- 파키스탄 육군
- 파키스탄 해군
- 파나마 방위군
- 페루 공군
- 페루 해군
- 필리핀 공군
- 사우디아라비아 공군
- 슬로베니아 공군
- 대한민국 공군
- 대한민국 해양경비안전본부
- 스리랑카 공군
- 태국 공군
- 태국 경찰
- 터키 연안경비대
- 아랍에미리트 공군
- 영국 공군
- 베네수엘라 육군
- 베네수엘라 해군
- 짐바브웨 공군

### 정부기관
- 퀸즐랜드 방재본부
- 뉴사우스웨일즈 경찰본부
- 브라질 경찰
- 핀란드 국경수비대

## 제원

벨 412의 삼면도

- 승무원: 1명 또는 2명
- 승객: 13 명
- 화물: 3,000 kg
- 길이: 17.1 m
- 날개길이: 14.0 m
- 높이: 4.6 m
- 기체중량: 3,079 kg
- 최대이륙중량: 5,397 kg
- 최대속도: 259 km/h
- 순항속도: 226 km/h
- 항속거리: 980km
- 순항고도: 6,096 m
- 상승제한고도: 6.86 m/s

## 같이 보기
- 벨 212
- UH-1 이로쿼이
- 벨 UH-1Y 베놈